# Карзинкин, Иван Андреевич
Иван Андреевич Карзинкин (1790 — после 1869) — основатель московской ветви купеческого и, затем, дворянского рода Карзинкиных, московский 1-й гильдии купец, потомственный почётный гражданин. Вместе с племянником Андреем Александровичем в 1857 году приобрёл Ярославскую Большую мануфактуру.

## Биография
Отцом Ивана Андреевича был родоначальник Карзинкиных — Андрей Сидорович (ок. 1760—1822), выходец из экономических крестьян деревни Труфаново Ярославской провинции Московской губернии; в 1791 году он вступил в 3-ю гильдию московского купечества, имел торг «в яблошном ряду», а в 1810-х годах стал купцом 1-й гильдии. Его сыновья — Иван Андреевич и Александр Андреевич (1792 — после 1835), с 1820-х годов московские купцы 1-й гильдии, потомственные почётные граждане (1834), занимались оптовой и розничной торговлей чаем, который покупали в Китае через Кяхту. Иван Андреевич являлся попечителем московских Мещанских училищ (1835−1838 годы), экспертом для освидетельствования контрабандного чая (1851−1855 годы), а в Крымскую войну 1853−1856 годов — членом Комитета для сбора пожертвований на государственное ополчение и другие военные надобности (1855−1856 годы). Братья стали основателями двух ветвей династии Карзинкиных. Представители обеих ветвей, приобретя значительные капиталы на чаеторговле, занялись текстильным делом, с последней трети XIX века тесно сотрудничали в этой сфере. В 1857 году вместе со своим племянником Андреем Александровичем Карзинкиным и в доле с петербургским купцом Гавриилом Матвеевичем Игумновым (1805—1888), Иван Андреевич приобрели у наследников Саввы Яковлева Ярославскую Большую мануфактуру и основали «Товарищество Ярославской Большой мануфактуры бумажных изделий».

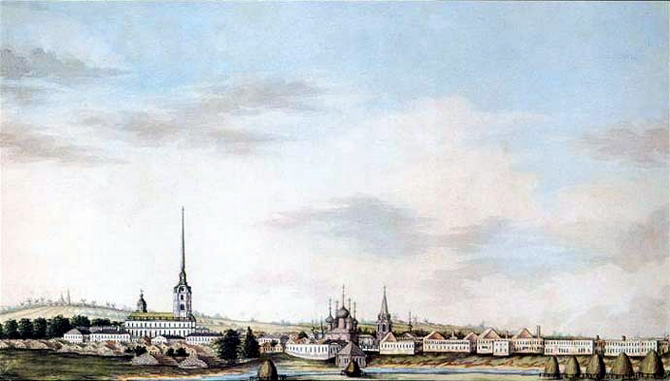
Белоногов И. М. Вид Ярославской Большой мануфактуры со стороны Которосли

Карзинкиным и Игумнову удалось довольно быстро возродить пришедшее в упадок предприятие и окупить вложенные средства. Были построены новые корпуса, улучшилось техническое оснащение. Ярославская Большая мануфактура стала одним из крупнейших предприятий России. Новые владельцы постепенно переориентировали предприятие с переработки льна на хлопкопрядильное и бумаготкацкое производство. После смерти Ивана Андреевича Карзинкина его сын и наследник Иван Иванович стал компаньоном двоюродного брата Андрея Александровича и продолжил семейный бизнес по торговле чаем.

## Наследие и память
К началу XX века Карзинкины владели в Средней Азии хлопковыми плантациями (свыше 1,9 тысяч га) и 11 хлопкоочистительными предприятиями, поставлявшими сырьё для Ярославской Большой мануфактуры. На ней реализовывалась широкая социальная программа для рабочих: значительные средства тратились на жильё, школы, больницы, детский сад. На средства владельцев Ярославской Большой мануфактуры в 1908 году был возведён храм в стиле модерн, освящённый во имя Андрея Критского, Иоанна Спостника и Архангела Гавриила — небесных покровителей основателей мануфактуры (Андрея и Ивана Карзинкиных, а также их партнёра Гавриила Игумнова).